# Arena Baikal
De Arena Baikal (Russisch: арена Байкала) is een ijsbaan gelegen in Irkoetsk in Rusland. De overdekte-kunstijsbaan zal worden geopend in maart 2020 en ligt op ?? meter boven zeeniveau. De ijsbaan zal hoofdzakelijk worden gebruikt voor het bandy. Daarnaast zal het stadion ook worden gebruikt voor langebaanschaatsen, shorttrack en curling. In de zomer verandert de ijsarena in een multifunctioneel sportveld voor volleybal, basketbal, tennis en rolschaatsen. Het WK bandy voor mannen in 2020 zal het eerste grote kampioenschap in de Arena Baikal zijn.
De bouwwerkzaamheden zijn begonnen in oktober 2018 en zullen in maart 2020 worden afgerond. Het Baikal hockey- en schaatscentrum biedt zeker plaats aan 6.000 toeschouwers. Bovendien kan de capaciteit worden verhoogd door opvouwbare standaards buiten de poort te installeren naar ongeveer 8.000 zitplaatsen.
Het Russische Olympische team heeft al de wens uitgesproken zich in Irkoetsk te willen voorbereiden op de Olympische Winterspelen van 2022 in Peking.

## Baanrecords
| Afstand        | Schaatser         | Land | Tijd     | Datum      |
| -------------- | ----------------- | ---- | -------- | ---------- |
| 500 m          | Viktor Moesjtakov | RUS  | 34,64    | 11-03-2022 |
| 1000 m         | Viktor Moesjtakov | RUS  | 1.09,68  | 19-03-2022 |
| 1500 m         | Daniil Aldosjkin  | RUS  | 1.46,98  | 20-03-2022 |
| 3000 m         | Nikolaj Baranov   | RUS  | 4.05,35  | 16-12-2021 |
| 5000 m         | Daniil Aldosjkin  | RUS  | 6.25,67  | 24-12-2023 |
| 10.000 m       | Daniil Aldosjkin  | RUS  | 13.19,68 | 27-12-2023 |
| Sprintvierkamp | Dmitri Lobkov     | RUS  | 139,685  | 20-03-2022 |
| Grote vierkamp | Daniil Aldosjkin  | RUS  | 152,940  | 20-03-2022 |

| Afstand         | Schaatsster        | Land | Tijd    | Datum      |
| --------------- | ------------------ | ---- | ------- | ---------- |
| 500 m           | Daria Kachanova    | RUS  | 37,82   | 24-12-2023 |
| 1000 m          | Daria Kachanova    | RUS  | 1.15,97 | 13-03-2021 |
| 1500 m          | Jevgenia Lalenkova | RUS  | 1.56,81 | 13-03-2022 |
| 3000 m          | Jevgenia Lalenkova | RUS  | 4.07,13 | 19-03-2022 |
| 5000 m          | Jevgenia Lalenkova | RUS  | 7.12,26 | 20-03-2022 |
| Sprintvierkamp  | Daria Kachanova    | RUS  | 153,550 | 20-03-2022 |
| Kleine vierkamp | Jevgenia Lalenkova | RUS  | 163,150 | 20-03-2022 |